# Mac Bohonnon
Mac Bohonnon (ur. 27 marca 1995 w New Haven) – amerykański narciarz dowolny, specjalizujący się w skokach akrobatycznych. W 2014 roku wystartował na igrzyskach olimpijskich w Soczi, gdzie zajął piąte miejsce w swej konkurencji. Na rozgrywanych rok później mistrzostwach świata w Kreischbergu zajął 14. miejsce. Ponadto podczas mistrzostw świata w Sierra Nevada w 2017 roku był dziesiąty. W Pucharze Świata zadebiutował 20 stycznia 2012 roku w Deer Valley, gdzie zajął 19. miejsce w skokach. Na podium zawodów tego cyklu po raz pierwszy stanął 14 stycznia 2014 roku w Saint-Côme, zajmując drugie miejsce. W zawodach tych rozdzielił Chińczyka Liu Zhongqinga i Davida Morrisa z Australii. Najlepsze wyniki w Pucharze Świata osiągnął w sezonie 2014/2015, kiedy to zajął drugie miejsce w klasyfikacji generalnej, a w klasyfikacji skoków akrobatycznych wywalczył Małą Kryształową Kulę. Ponadto w sezonie 2016/2017 zajął drugie miejsce w klasyfikacji skoków.

## Osiągnięcia

### Igrzyska olimpijskie
| Miejsce | Dzień     | Rok  | Miejscowość | Konkurencja        | Zwycięzca           |
| ------- | --------- | ---- | ----------- | ------------------ | ------------------- |
| 5.      | 17 lutego | 2014 | Soczi       | Skoki akrobatyczne | Anton Kusznir       |
| 17.     | 18 lutego | 2018 | Pjongczang  | Skoki akrobatyczne | Ołeksandr Abramenko |

### Mistrzostwa świata
| Miejsce | Dzień       | Rok  | Miejscowość   | Konkurencja        | Zwycięzca       |
| ------- | ----------- | ---- | ------------- | ------------------ | --------------- |
| 14.     | 15 stycznia | 2015 | Kreischberg   | Skoki akrobatyczne | Qi Guangpu      |
| 10.     | 10 marca    | 2017 | Sierra Nevada | Skoki akrobatyczne | Jonathon Lillis |

### Puchar Świata

#### Miejsca w klasyfikacji generalnej
- sezon 2011/2012: 190.
- sezon 2012/2013: 152.
- sezon 2013/2014: 46.
- sezon 2014/2015: 2.
- sezon 2015/2016: 44.
- sezon 2016/2017: 13.

#### Miejsca na podium w zawodach
1. Pekin – 21 grudnia 2014 (skoki akrobatyczne) – 3. miejsce
2. Saint-Côme – 14 stycznia 2014 (skoki akrobatyczne) – 2. miejsce
3. Deer Valley – 8 stycznia 2015 (skoki akrobatyczne) – 2. miejsce
4. Lake Placid – 30 stycznia 2015 (skoki akrobatyczne) – 1. miejsce
5. Moskwa – 21 lutego 2015 (skoki akrobatyczne) – 1. miejsce
6. Mińsk/Raubiczy – 1 marca 2015 (skoki akrobatyczne) – 2. miejsce
7. Moskwa – 13 lutego 2016 (skoki akrobatyczne) – 1. miejsce
8. Lake Placid – 14 stycznia 2017 (skoki akrobatyczne) – 2. miejsce
9. Bokwang – 10 lutego 2017 (skoki akrobatyczne) – 3. miejsce